# Bitka kod Malog Iđoša
Bitka kod Malog Iđoša bila je bitka koja se je odvila 14. srpnja 1849. godine. 
Sukobile su se snage habsburških pristaša koje su predvodile postrojbe hrvatskog bana Josipa Jelačića i pripadnici mađarske revolucije koje su činili Mađari, a koje je predvodio Richard Guyon.

## Sudionici
Često se krivo piše da su se Srbi borili na strani bečkog dvora. Nešto prije Jelačićeva pohoda na Mađarsku, u Požun je stiglo izaslanstvo ugarskih Srba pristaša mađarske revolucije. Zahtijevali su da im se priznaju nacionalna kolektivna prava te stvaranje autonomne oblasti Srpske Vojvodine. Zbio se izgred. Lajos Kossuth osorno odbio ovaj zahtjev, odgovorivši Đorđu Stratimiroviću Nek među nama (Mađarima i Srbima) odluči sablja!, ponijevši se osorno kao i prema Hrvatima kojima je poručio "da Hrvatsku ne vidi na zemljovidu". 
Bunjevački Hrvati su se u mađarskoj revoluciji borili na mađarskoj strani, za razliku od svojih sunarodnjaka u Hrvatskoj. Iz raznih su razloga bunjevački Hrvati (uznapredovala mađarizacija inteligencije, vjerska bliskost, ideje "slobode i jednakosti" i dr.) u Bačkoj stali uz mađarsku revoluciju, a protiv Srbima, i time i ostalim Hrvatima, unatoč stavu uglednika hrvatske zajednice u Bačkoj.

## Ishod
Mađarski i dio zapadnih izvora pišu o pobjedi ugarskih snaga. Ovo je bila zadnja velika pobjeda mađarske revolucije. Izvojevana je kod željezničke postaje kod današnjeg Lovćenca. 

## Spomenici
Prvi je spomenik podignut 17. srpnja 1887. godine. Na spomeniku je na svima četirima stranama tekst na mađarskom, sadržaja Nadgrobni spomenik sam ja, podamnom počiva sto mučenika koji su pali na ovom polju za svoju i tvoju domovinu. Ukleši sa zahvalnošću u svoje srce njihov sveti zavjet i predaj svojim unucima i još tisuću godina: "Domoljube, voli svoju domovinu! Živi i umri za nju! Samo će onda biti - ma koje je sudbine - velika, slobodna i tvoja! U okolini ovog mjesta, 14. srpnja 1849., honvedski general Richard Guyon sa svojih 7000 honveda i 42 topa, pobijedio je vojsku bana Jelačića koja je imala 12000 ljudi i 79 topova. Pobijedivši bana Jelačića, u atarima Iđoša (Hegyesa), Sekića (Szeghegya, današnjeg  (Lovćenca) i Feketića (Feketehegya), koji ih je u svom nadiranju napao, Guyon i njegovi hrabri honvedi (vojnici) potisnuli su ga preko Vrbasa sve do Kaća, van naše županije. Podignuto 17. srpnja 1887., prilozima stanovništva Bačko-bodroške županije, poštovatelja nepoznatih boraca za slobodu.
Godine 2000. spomenik je obnovljen, a obnova je financirana dobrovoljnim prilozima. Nalazi se na zapadnom groblju. Dodan je tekst na srpskom Spomenik je podignut iz dobrovoljnih priloga u čast svim žrtvama maloiđoške bitke, 28. srpnja 2000.